# SmallWorlds

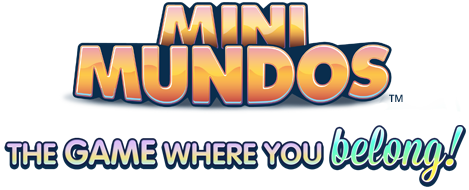
SmallWorlds traducido al Español

SmallWorlds fue una red social o mundo virtual en 3D basado en navegador que integra contenidos de Youtube, Flickr y Hi5 entre otros. Creado por Outsmart 2005 Ltd., una compañía neozelandesa, en junio de 2008, ha superado los tres millones de usuarios registrados.
Los usuarios crean un avatar y disponen de juegos, mascotas, misiones, etc. Tiene un sistema de puntos de experiencia y de dinero virtual para comprar muebles, ropa y casas, entre otras cosas personalizables.
Ganó el premio 2009 Adobe MAX en la categoría de Social Computing.
Cerró sus puertas el 8 de abril de 2018.